# Château de Lœwenstein
Pour les articles homonymes, voir Loewenstein.
Ne doit pas être confondu avec Château de Löwenstein.
Le château de Lœwenstein se situe dans la commune française de Wingen, dans le département du Bas-Rhin.
Il fait l’objet d’un classement au titre des monuments historiques depuis décembre 1898.

## Histoire
Le château aurait été construit par les seigneurs de Fleckenstein. Il est mentionné pour la première fois au XIIIe siècle comme fief de Wolfram von Löwenstein, seigneur du Saint-Empire romain germanique. En 1283, il est concédé à Johann Ochsenstein par Rodolphe Ier de Habsbourg. 
En 1380, le château est partagé avec Hensel Streif von Landenberg et, en 1383, la moitié de celui-ci est promise à Johannes (Hanemann) I de Bitche (Comté de Deux-Ponts-Bitche). 
À peine trois ans plus tard, en 1386, le château est détruit par le vicaire impérial Johann de Lichtenberg en raison de sa transformation en repère de chevaliers brigands. Il n'a probablement pas été reconstruit.
Les ruines appartinrent plus tard à Puller de Hohenburg (1482), aux comtes de Comté de Deux-Ponts-Bitche (1485), aux comtes de Hanau-Lichtenberg (1570) et au Landgraviat de Hesse-Darmstadt (1736).
Ce qui reste du château fut détruit par les troupes françaises sous le commandement du général Monclar en 1676/1677.
Le château est aussi connu sous le nom de Lindenschmidt. Cette appellation est attestée sur des cartes germaniques du XIXe siècle et notamment la carte d'état-major au 1/80 000 de 1879.
Il proviendrait d'une déformation du nom de "Linkenschmidt" faisant référence à l'un de ces fameux chevaliers brigands qui avait pris l'habitude de ferrer ses chevaux à l'envers afin de mieux brouiller les pistes lors de ses razzias. 
La légende raconte qu'il fut fait prisonnier avec son fils et son valet par les troupes de l'évêque de Strasbourg. Traduit en justice à Schönau dans le proche Palatinat, il fut condamné à la potence. Avant l'application de la sentence il reconnut ses crimes mais implora la clémence du juge pour son valet qui n'avait jamais tué personne et qui avait été contraint à suivre les tristes équipées de son maître. Le juge répondit par cette formule lapidaire restée populaire dans la région : « mitgegangen, mitgefangen, mitgehangen ». Et tous trois furent pendus ensemble…
Le château est divisé en deux parties mitoyennes qui, à un moment de son histoire, ont appartenu à des seigneurs différents. Seule une citerne est encore visible.

## Accès
Dans Lembach, prendre la route de Bitche puis celle de la frontière et enfin la route forestière jusqu'au Gimbelhof. Ensuite, prendre le sentier du Club vosgien balisé de pastilles blanches cerclées de rouge jusqu'au parking du Hohenbourg. Le parcours est ensuite fléché.